# Holothrips junctus
Holothrips junctus är en insektsart som först beskrevs av Ian A. Hood 1912.  Holothrips junctus ingår i släktet Holothrips och familjen rörtripsar. Inga underarter finns listade i Catalogue of Life.